# Crassula quadrifaria
Crassula quadrifaria (лат.) — вид растений рода Толстянка (Crassula) семейства Толстянковые (Crassulaceae), естественно произрастающий на территории Капской провинции Южно-Африканской Республики.

## Ботаническое описание
Растения розетковидные, переходящие от двулетних к многолетним, формируют одну или несколько розеток, высотой до 35 см. Листья густые, расположенные четырехрядно вдоль стебля, имеют разнообразные формы: от яйцевидных до почти круглых. Они плоские у основания, но изогнуты вверх по стеблю, с верхней поверхности плоские, а с нижней выпуклые. В процессе роста они постепенно уменьшаются в длине кверху, имеют черепичатую текстуру, с возрастом становятся заметными междоузлиями, а перед цветением появляются гидатоды как на верхней, так и на нижней стороне. Края листьев обычно имеют загнутые реснички.
Соцветие представляет собой удлиненный тирс с сидячими дихазиями, прикрытыми листьями на верхних двух третях стебля. В каждом цветоносе располагается от 3 до 7 цветков, длиной 2,5–3,0 мм, сидячих на ножке. Они начинаются в трубчатой форме, но при созревании немного раскрываются. Чашечка составляет от трети до половины длины цветка, ее лопасти имеют различные формы: от треугольных до ланцетных, с острыми краями, иногда сосочковыми. Лепестки от полупрозрачных до белых, с зелеными у основания и сосочковыми посередине на нижней стороне, прямостоячие, продолговатые, с вогнутым клювом и низким башкообразным верхним придатком. Чешуйки имеют разнообразные формы, от квадратных до продолговатых, слегка клиновидные и выемчатые, окрашены в полупрозрачный желтый или оранжево-коричневый цвет. Плодолистики грушевидные, без столбиков, с дорсолатеральным рыльцем, размер которого варьирует от большого до очень большого.

## Распространение и экология
Этот вид встречается на красносуглинистых и глинистых почвах, образованных сланцами и песчаниками. Он предпочитает яркое солнце, растет вдоль обочины дорог с редким растительным покровом, а также на каменистых склонах в зарослях кустарника. В Пирстоне растения этого вида относительно распространены и обычно находятся среди невысоких карроидных кустарников. Распределение этого вида охватывает область от Airedale до Пирстона.
Вид отличается от Crassula capitella размером и формой габитуса, характерными четырехрядными черепичатыми листьями и пирамидальной формой. Он также имеет короткие междоузлия, листья которого постепенно уменьшаются в размере кверху, а также дихазии в пазухах листьев, меньший придаток лепестков и более крупное рыльце.

## Таксономия
Crassula quadrifaria N.Jacobsen, первое упоминание в Aloe 51(2): 38 (2014 publ. 2015).

### Подвиды
Подтвержденные подвиды в соответствии с данными сайта Plants of the World Online на 2024 год:
- Crassula quadrifaria subsp. coegensis N.Jacobsen
- Crassula quadrifaria subsp. quadrifaria